# Fruticicola
Fruticicola är ett släkte av snäckor som beskrevs av Held 1838. Fruticicola ingår i familjen busksnäckor.
Släktet innehåller bara arten Fruticicola fruticum.

## Bildgalleri

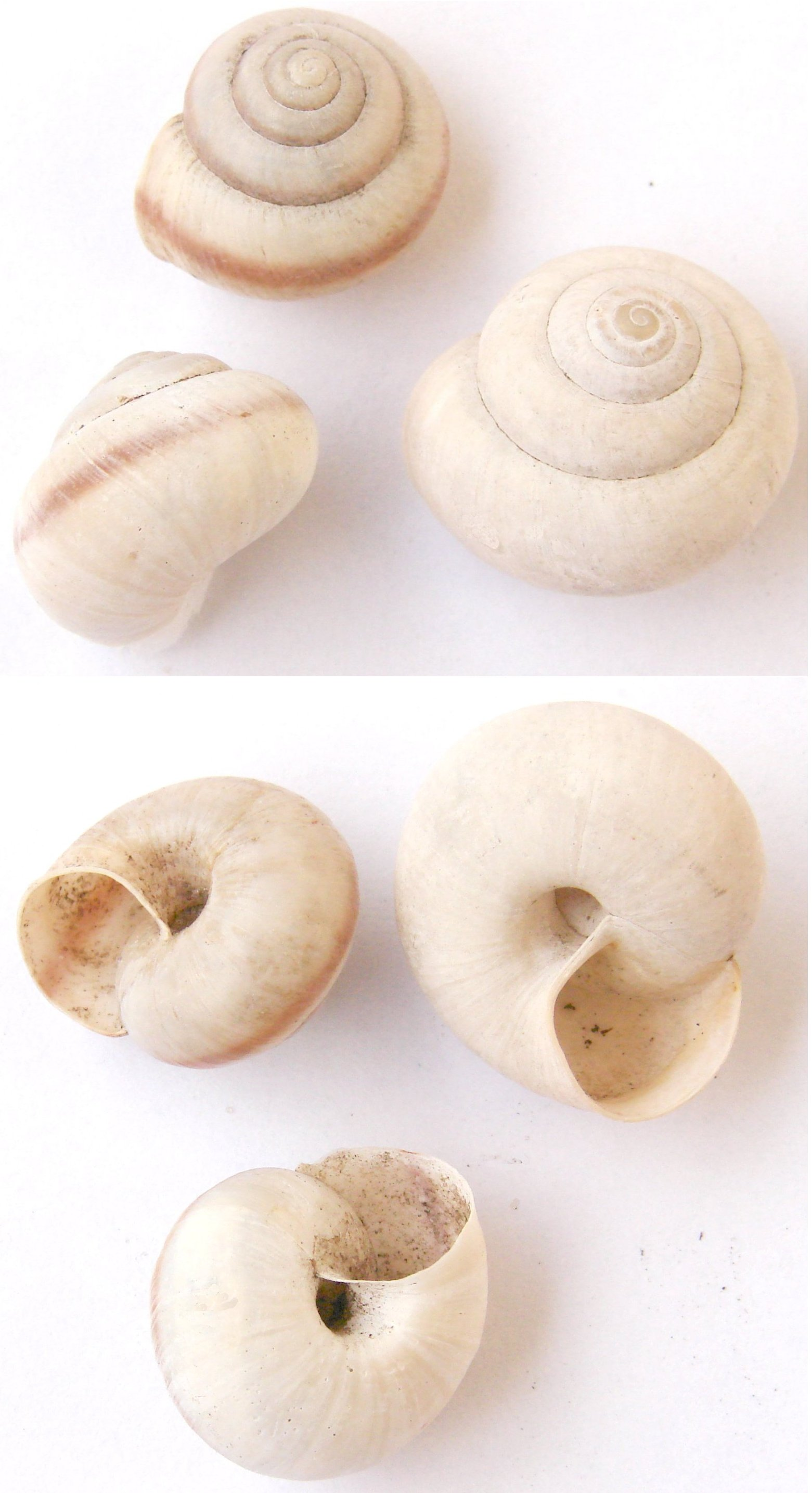
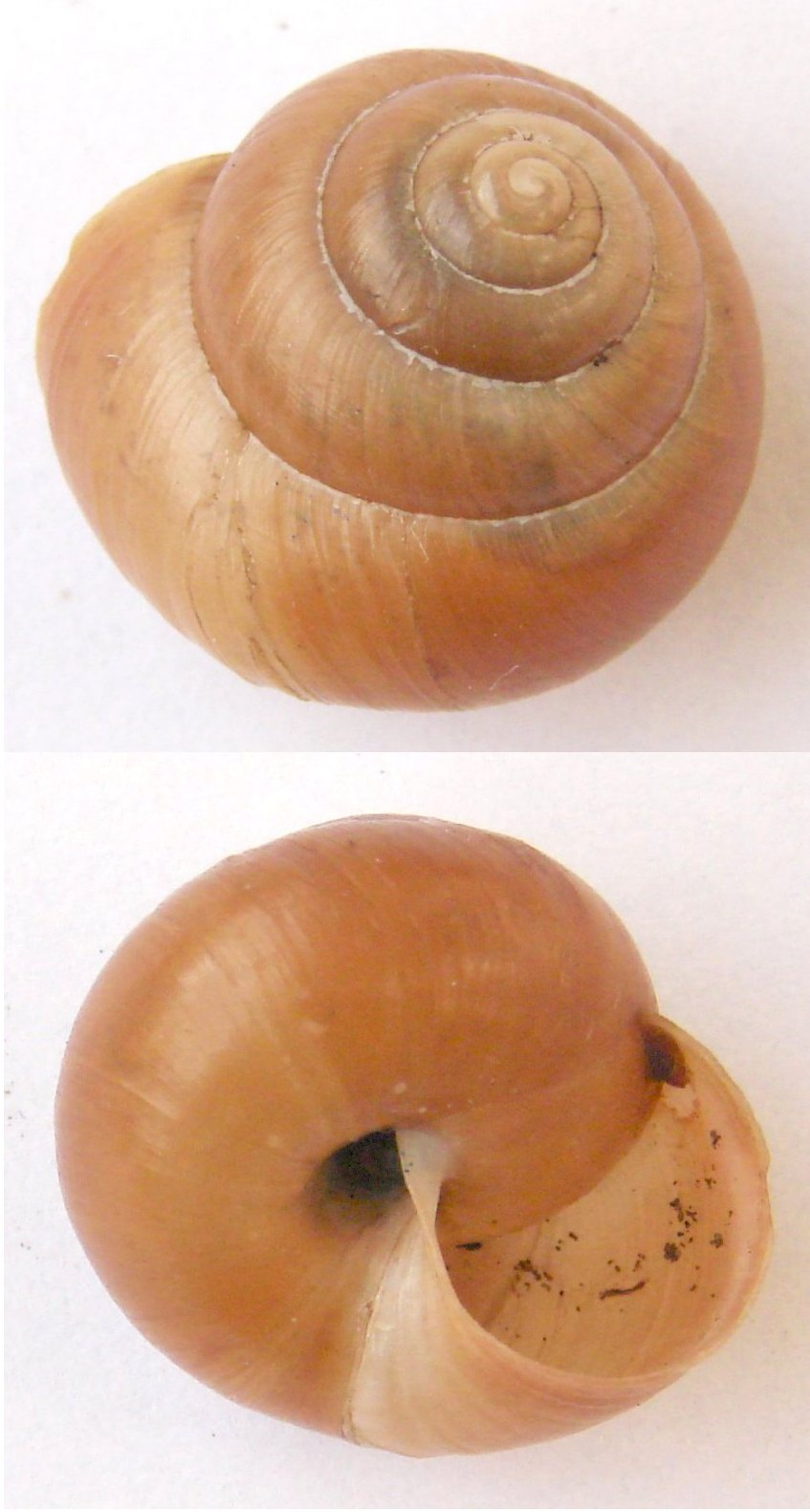
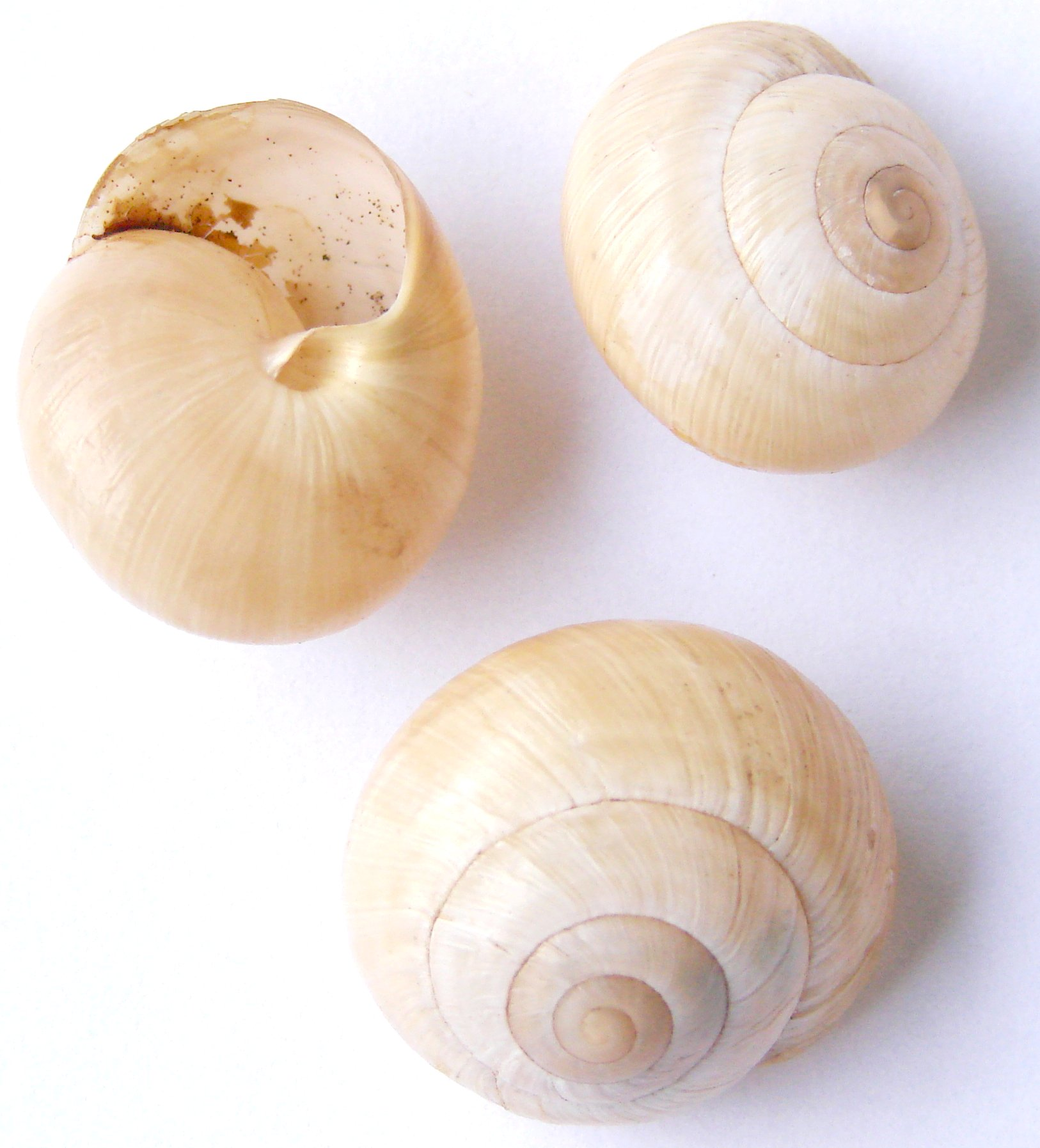
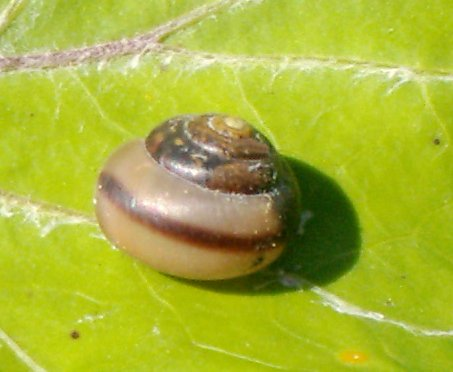